# Handspindel

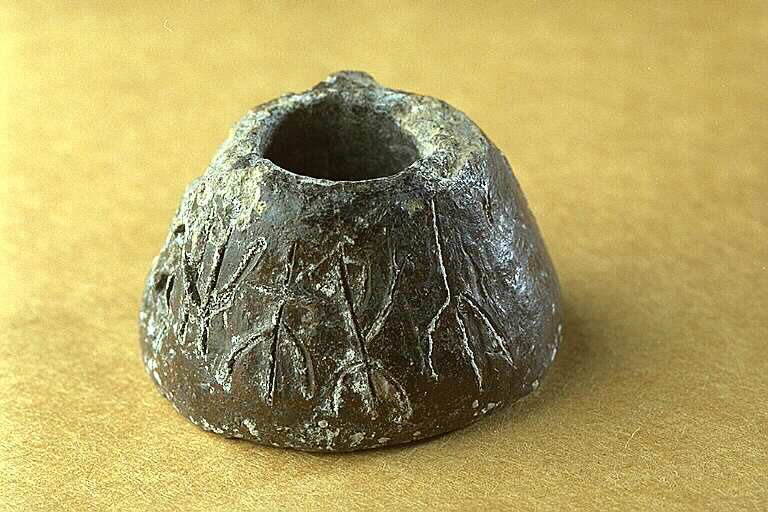
Runenbeschrifteter Spinnwirtel aus Blei Gotland

Die Handspindel ist ein einfaches Gerät zum Verspinnen von Fasern zu Garn. Sie besteht aus einem stabförmigen Schaft und einem Schwunggewicht (Schwungmasse). Das Schwunggewicht stabilisiert die Drehbewegung und kann durch eine Verdickung des Schaftes oder einen auf den Schaft geschobenen Spinnwirtel (auch Wirtelstein) gebildet werden. Es befindet sich üblicherweise oben (Kopf- oder Hochwirtelspindel) oder im unteren Bereich des Schaftes (Fußspindel). Auch Spindeln mit einem zentralen Schwunggewicht oder zwei auf Abstand angebrachten Spinnwirteln sind bekannt.

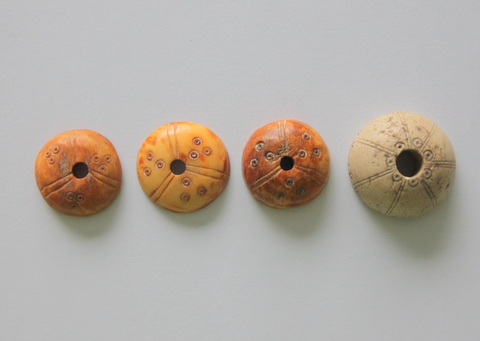
Spinnwirtel aus Knochen

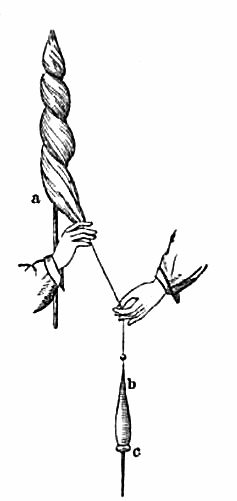
Spinnen mit der Handspindel. a) Spinnrocken – b) Spindel – c) Spinnwirtel

## Geschichte
Da der Spindelschaft oft aus vergänglichem Material (Holz) gefertigt war, der Wirtel hingegen eher aus weniger- oder unvergänglichen Materialien (Bernstein, Geweih, Knochen, Keramik, Koralle, Glas, Metall, Stein), wird aus archäologischen Funden wirtelförmiger Objekte auf die Verwendung von Handspindeln geschlossen. Eigenschaften, die einen Wirtel ausmachen, sind eine rotationssymmetrische Form, ein mittiges Loch senkrecht zur Rotationsebene, das groß genug ist, einen Spindelschaft hindurchzustecken, sowie eine gewisse Größe und ein gewisses Gewicht, die für ein gutes Funktionieren (d. h. möglichst lange, gleichmäßige, taumelfreie Rotation) nötig sind. In der Archäologie ist daher eine Verwechslung mit sehr großen Perlen nicht ausgeschlossen.
Belege für Spinnwirtel in Europa stammen aus dem 6. Jahrtausend v. Chr. aus frühneolithischen Siedlungen in Griechenland, z. B. Achilleion. Der Buckquoy-Spinnwirtel aus Kalkstein, der auf den zu Schottland gehörenden Orkney-Inseln gefunden wurde, stammt aus dem 7. bis frühen 9. Jahrhundert; auf ihm ist ein Segensspruch in Ogham-Schrift zu finden. In Skandinavien wurden Spinnwirtel aus Knochen, Sandstein, Schiefer, Speckstein und Ton gefunden. Einige seltene Exemplare waren aus Blei, Bronze, Elfenbein, Glas (z. B. im Grab von Kville-Berg in Tanum in Bohuslän), Pechkohle (Gagat), Marmor, Quarz oder Quarzit und Holz (in Uppsala und der Klosterkirche von Vreta in Östergötland gefunden) hergestellt. Mit dem Aufkommen des Spinnrades im 13. Jahrhundert spielten Handspindeln und Spinnwirtel eine geringere Rolle, kamen aber bis ins 19. Jahrhundert nicht völlig außer Gebrauch.
Erhaltene Leinenbekleidung taucht gegen Ende des 4. Jahrtausend v. Chr. in Ägypten auf. Das handgewebte Leinengewand von Tarchan gilt als das älteste erhaltene Kleidungsstück und soll (radiokarbondatiert mit 95-prozentiger Wahrscheinlichkeit) aus der Zeit zwischen 3.482 - 3.102 v. Chr. stammen.
Wirtel werden in vielen vorgeschichtlichen Gräbern und Siedlungen gefunden. Ein Spinnwirtel aus Bernstein, gefunden im vendelzeitlichen Frauengrab von Hallveda zeigt durch den Materialwert die besondere Bedeutung der Wirtel.

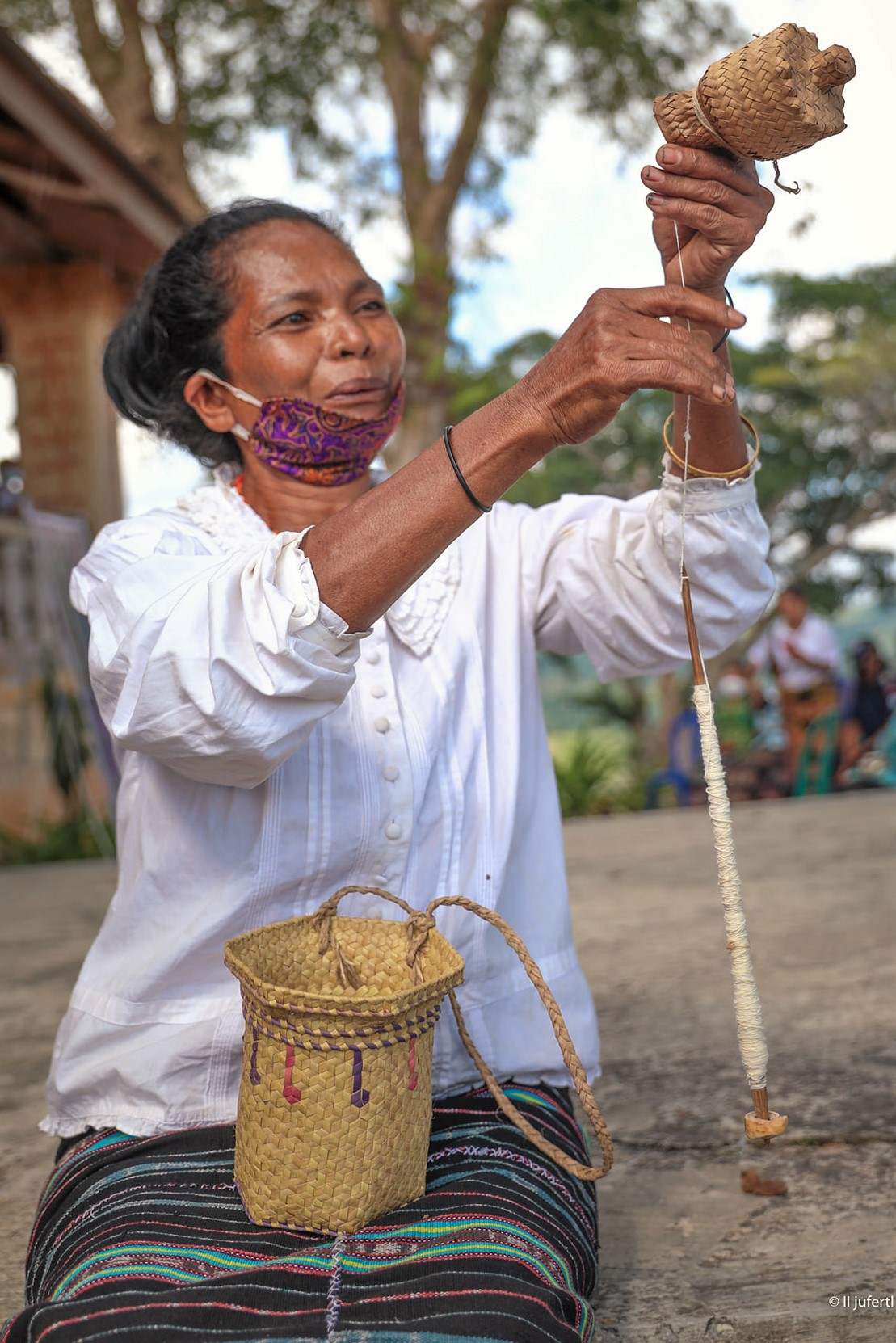
Spinnerin mit Fallspindel in Osttimor

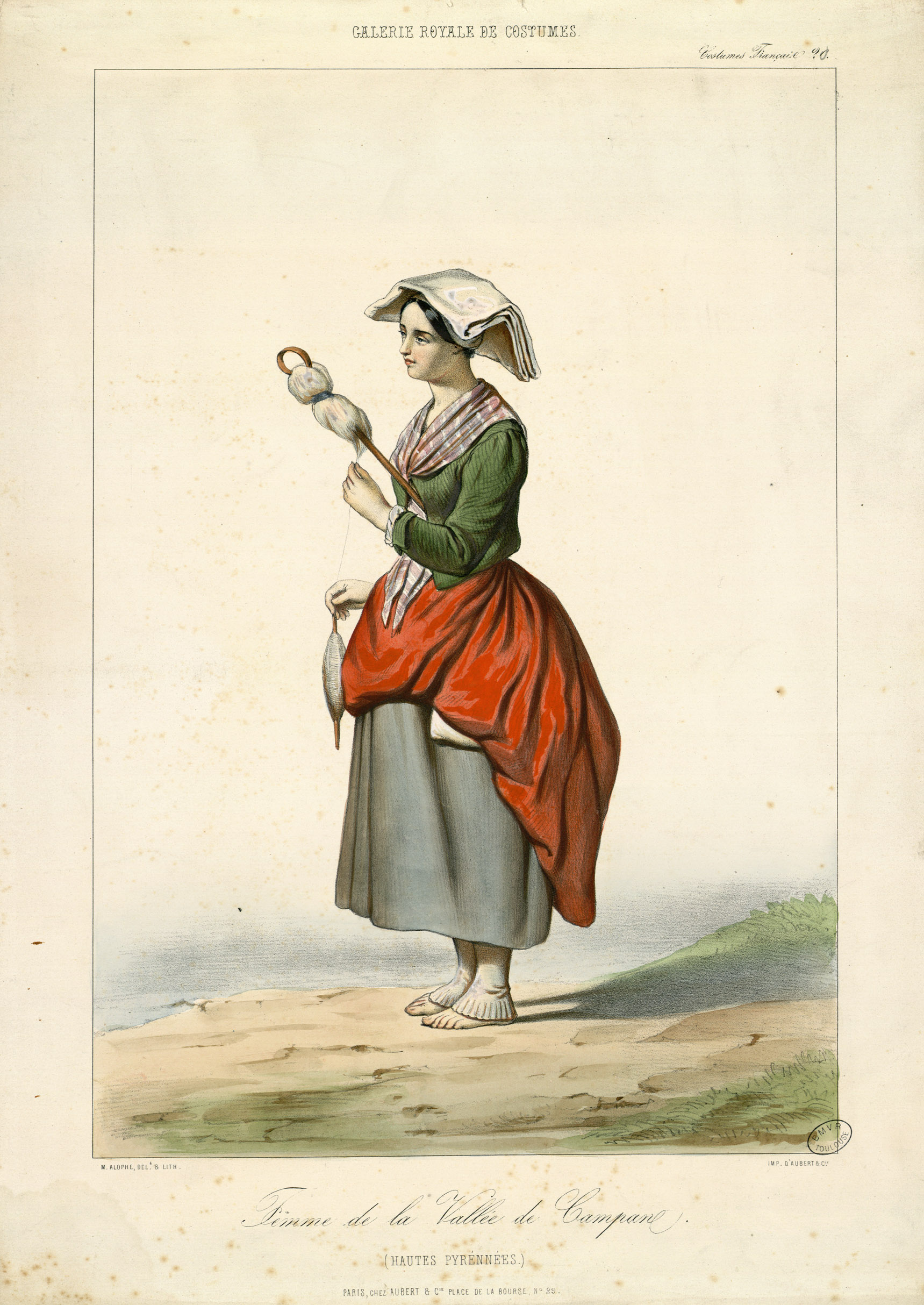
Gehaltene Spindel in den Pyrenäen, 19. Jh.

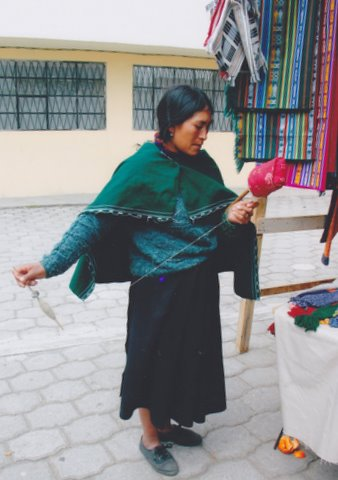
Gehaltene Spindel in Ecuador

Einige lokal verfügbare, meist steinerne Materialien wurden auch verziert verwendet: Kalkstein, Knochen, Kreide, Sandstein, Schiefer, Speckstein und Ton oder Keramik.
Als Wirtel wird auch in heutigen Ringspinnmaschinen das Teil bezeichnet, über das die Spindel angetrieben wird. Der Schaft (Stab der Handspindel) alleine wird manchmal auch als Spindel bezeichnet. Das obere Schaftende kann unterschiedlich geformt sein: spitz zulaufend, mit einem Metall- oder geschnitztem Haken, mit einer Kerbe oder Rille, bzw. einer Mittel- oder spiralförmigen Nut versehen.

## Funktionsweise
Eine Handspindel hat zwei Hauptfunktionen: Erstens, daran befestigte Fasern miteinander zu verdrehen, indem sie sich eine Zeitlang von selbst weiterdreht, wenn man sie einmal in Schwung versetzt hat. Zweitens die Aufbewahrung fertig gedrehten Garns, das auf den Spindelschaft aufgewickelt wird. Die Handhabung des Faservorrats und der Spindel unterscheidet sich je nach Faser, Verwendungszweck des Garns und kulturellen Gewohnheiten. Drei grundlegende Arten der Handhabung lassen sich unterscheiden:

### Fallspindel
Hierbei wird der Faservorrat in einer Hand gehalten; die andere Hand dreht abwechselnd die Spindel und zieht die gewünschte Menge Fasern aus dem Vorrat. Das bedeutet, dass die Spindel immer wieder losgelassen werden muss, so dass sie sich frei am Spinnfaden hängend dreht. Mit wachsender Länge des Spinnfadens hängt die Spindel immer tiefer. Spätestens wenn sie den Boden erreicht hat, muss das Garn aufgewickelt werden. Da das Gewicht der Spindel am Spinnfaden hängt, muss dieser eine entsprechende Reißfestigkeit aufweisen, so dass diese Technik sich eher schlecht für kurze Fasern und feine Garne eignet. Außerdem sollte die Spindel besonders symmetrisch und ausgewogen sein, damit sie nicht ins Taumeln gerät. Da der Abstand zum Boden möglichst groß sein sollte, damit man nicht oft aufwickeln muss, steht der/die Spinnende für gewöhnlich.

### In der Hand gehaltene Spindel
Wird ein Rocken verwendet, sind beide Hände zum Spinnen frei, so dass die eine Hand die Fasern auszieht, während die andere ausschließlich die Spindel dreht. Diese Hand hält und dreht ständig die Spindel, so dass zumindest ein Teil des Gewichts vom Spinnfaden genommen wird. Diese Technik ist schneller als die Fallspindel-Technik und eignet sich besser zur Herstellung dünnen Garns. Im europäischen Hochmittelalter und bis weit ins 19. Jahrhundert hinein finden sich Abbildungen dieser Technik; eine Variation davon ist in Lateinamerika gebräuchlich. Sie kann im Sitzen ebenso wie im Stehen und Gehen betrieben werden.

### Standspindeln
Wird die Spindel mit dem unteren Ende aufgestützt, spricht man von einer Standspindel (englisch „Supported Spindle“). Um ein seitliches Ausbrechen der Spindel zu verhindern, werden oft spezielle Schalen benutzt, in denen die Spindel steht. Besondere Spindeln sind nicht zwingend nötig, aber oft sind die Fuß-Enden angespitzt, um die Reibung zu minimieren. Da das Gewicht der Spindel nicht am Spinnfaden hängt, können mit Standspindeln besonders feine, kurzfaserige Garne gesponnen werden, wie Baumwolle mit der indischen Takli. Die Spindel kann aber auch besonders groß und schwer sein, wie z. B. die Spindeln der Navajo, die ca. 75 cm lang sind. Der/die Spinnende sitzt meistens.

## Arten
Man unterteilt diese anhand der Form bzw. des Wirtelsitzes in
- Tiefwirtelspindeln (engl. Bottom- oder Down-Whorl), wenn der Wirtel sich unterhalb der Schaftmitte befindet. In Europa war hauptsächlich diese Art von Spindel verbreitet.
- Hochwirtelspindeln (engl. Top-Whorl), wenn sich der Wirtel oberhalb der Schaftmitte befindet. Diese Spindelform benötigt zwingend einen Haken oder eine umlaufende Nut am oberen Schaftende. Der Spinnfaden wird dort unterhalb des Wirtels aufgewickelt. Diese Art von Handspindel war u. a. in Ägypten und Asien verbreitet. Diese Art von Handspindeln erfreut sich wachsender Beliebtheit und wird heutzutage ausgehend von den USA in wachsenden Stückzahlen und mit moderneren Fertigungstechniken hergestellt.
- Sonderformen mit dem Wirtel genau in der Mitte (Akha-Spindel) oder mit zwei Wirteln (Spanische Doppelwirtel-Spindel[6], Balkanspindel).

## Handspindeln heute

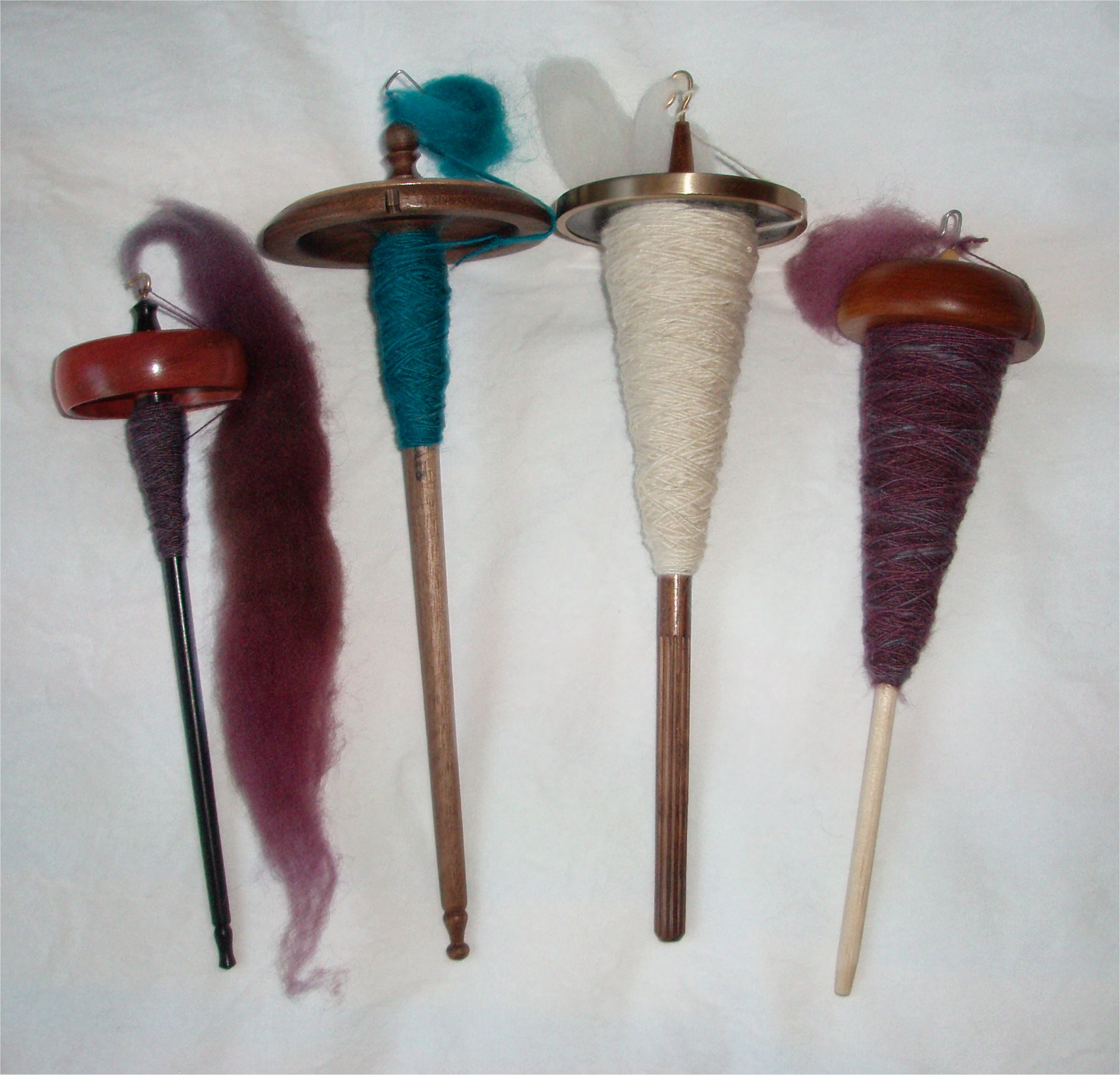
Moderne Hochwirtelspindeln

Auch heute noch dient die Handspindel in vielen weniger industrialisierten Gegenden der Erde zur Herstellung von Textilien des täglichen Gebrauchs. Auch unter der langsam wieder wachsenden Zahl der Hobby-Spinner wird die Handspindel verwendet.
Der Vorteil der Handspindel gegenüber dem Spinnrad ist, dass sie leicht transportiert und während vieler Tätigkeiten des normalen Lebens benutzt werden kann (z. B. beim Schafehüten, beim Gehen, beim Warten auf den Bus oder im Wartezimmer). Dadurch relativiert sich die langsamere Spinngeschwindigkeit gegenüber dem ortsfesten Spinnrad etwas. Eine Arbeitskraft in einer heutigen industriellen Spinnerei produziert jedoch mehrere tausend Mal mehr Garn als von Hand, gemessen in kg Garn pro Arbeitsstunde.